# Literaturjahr 1504
Liste der Literaturjahre

◄◄ | ◄ | 1500 | 1501 | 1502 | 1503 | Literaturjahr 1504 | 1505 | 1506 | 1507 | 1508 | ► | ►►

Weitere Ereignisse
Dieser Artikel behandelt das Literaturjahr 1504.

## Ereignisse
- Der Neapolitaner Jacopo Sannazaro veröffentlicht die Pastoralromanze Arcadia, die als die vorzüglichste bukolische Dichtung Italiens gilt.
- Im China der Ming-Dynastie erscheinen die Werke Songshi yangsheng bu (Familie Songs Führer für die Pflege des Physischen) und Songshi zunsheng bu (Familie Songs Führer zur Kultivierung des Lebens). Neben Kochrezepten ist darin Material zu Fermentationsprozessen, Gärungserregern und Lebensmittelverarbeitung enthalten.

## Geboren

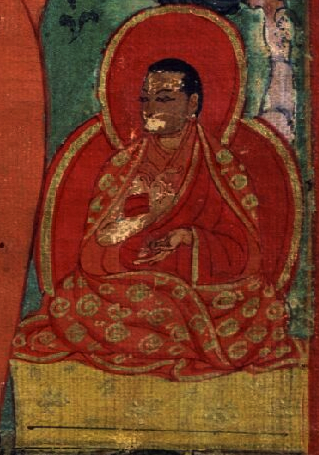
Pawo Tsuklak Trengwa; * um 1504

### Geburtsdatum gesichert
- 4. Februar: Philipp Gallicius, reformierter Theologe, Kirchenlieddichter und Reformator des Engadins († 1566)
- 22. März: Antonio Francesco Grazzini, italienischer Dichter († 1584)
- 29. Oktober: Shin Saimdang, koreanische Malerin, Kalligraphin und Dichterin († 1551)

### Genaues Geburtsdatum unbekannt
- Giambattista Giraldi, italienischer Dichter, Schriftsteller, Philosoph und Mediziner († 1573)
- Luis de Granada, spanischer Mystiker, Priester und geistlicher Schriftsteller († 1588)
- Bernardo Segni, Florentiner Patrizier, Philosoph, Historiker und Übersetzer († 1558)
- Jean de Tournes, französischer Drucker und Verleger († 1564)
- Ursula Weyda, deutsche Reformatorin und Flugschriftautorin († nach 1565)
- Francisco Xerez, spanischer Chronist († um 1547)

### Geboren um 1504
- Pawo Tsuglag Threngwa, 2. Pawo Rinpoche, tibetischer Geistlicher der Karma-Kagyü-Schule und Autor eines berühmten tibetischen Geschichtswerkes († 1566)

## Gestorben

### Todesdatum gesichert
- 22. Januar: Pelbart von Temeswar, ungarischer Franziskaner, Prediger und Autor von umfangreichen Bibelkommentaren und Predigtsammlungen (* 1435)

### Genaues Todesdatum unbekannt
- Peter Drach, deutscher Buchdrucker (* 1455)

### Gestorben um 1504
- Garci Rodríguez de Montalvo, spanischer Schriftsteller (* um 1440)